# Thunderbolt (película de 1995)
Thunderbolt  (Operación Trueno en España) es una película de acción de Hong Kong de 1995 dirigida por Gordon Chan y protagonizada por Jackie Chan. La cinta se desarrolla en el mundo de las carreras de autos y es multilingüe; los personajes intercambian entre el cantonés, el inglés y el japonés indistintamente. Debido a que Jackie se lastimó la pierna durante el rodaje de la película Rumble in the Bronx, no pudo realizar algunas de las acrobacias, viéndose obligado a usar dobles de riesgo durante algunas escenas, algo muy poco habitual en la filmografía de Chan.

## Sinopsis
Chan Foh To es un mecánico de depósito de chatarra y un conductor de autos de carrera de medio tiempo que ayuda a la Fuerza de Policía de Hong Kong en su campaña contra las carreras ilegales en el país.

## Reparto
- Jackie Chan como Chan Foh To.
- Anita Yuen como Amy Yip.
- Michael Wong como Steve Cannon.
- Thorsten Nickel como Warner "Cougar" Krugman.
- Rebecca Penrose como novia de Cougar.
- Chor Yuen como Chan Chun Tung.
- Wu Oi-Yan como Dai Mui.
- Annie Man como Sai Mui.
- Yūzō Kayama como Murakami.
- Kenya Sawada como Saw.